# فلوريد الكوبالت الثلاثي
 فلوريد الكوبالت الثلاثي مركب كيميائي له الصيغة CoF3 ، ويكون على شكل مسحوق بلوري ذي لون بني.

## الخواص
- مركب فلوريد الكوبالت الثلاثي ثابت في حال كونه في أواني مغلقة، ولكن عند تعرضه للماء أو للهواء الرطب فإنه يختزل إلى الكوبالت الثنائي مع تشكل غاز الأكسجين.
- بتسخين المركب إلى درجات حرارة تفوق 600°س فإنه يفقد ذرة فلور متحولاً إلى فلوريد الكوبالت الثنائي حسب المعادلة:

2CoF3 → 2CoF2 + F2

## التحضير
يحضر مركب فلوريد الكوبالت الثلاثي من تفاعل كلوريد الكوبالت الثنائي مع غاز الفلور عند الدرجة 250°س 
CoCl2  +  3/2 F2  →  CoF3  +  Cl2

## الاستخدامات
يستخدم مركب فلوريد الكوبالت الثلاثي كعامل فلورة بشكل رئيسي، حيث يستخدم لتحضير واصطناع مركبات الفلور العضوية.
فعلى سبيل المثال يتم بواسطة معلق من فلوريد الكوبالت الثلاثي تحويل الهيدروكربونات إلى مركبات بيرفلوروكربون.
2CoF3  +  R-H  →  CoF2  +  R-F  +  HF
كما هو الحال في عملية فاولر.